# Пригороднє (Нестеровський район)
Пригороднє (рос. Пригородное) — селище Нестеровського району, Калінінградської області Росії. Входить до складу Пригороднього сільського поселення.
Населення —  497 осіб (2015 рік). 

## Населення
| 2002 | 2010 |
| ---- | ---- |
| 543  | ↘497 |